# Front Południowy (radziecki)
Front Południowy (ros. Южный фронт) – jedno z wielkich operacyjno-strategicznych ugrupowań wojsk Armii Czerwonej o kompetencjach administracyjnych i operacyjnych na zachodnim terytorium ZSRR działających podczas wojny domowej na terenie byłego Imperium Rosyjskiego, wojny polsko-bolszewickiej oraz w czasie II wojny światowej.

## Historia

### Działania bojowe w latach 1918–1921
Wystawiony do walki po raz pierwszy w trakcie wojny domowej z lat 1918–1921. Utworzony we wrześniu 1918 w celu walki z wojskami interwentów i białogwardzistów na podstawie decyzji Rewolucyjnej Rady Wojennej Republiki z dnia 11 września 1918, obejmował wojska od Briańska po Astrachań. W październiku zreorganizowany w pięć armii (8 Armia, 9 Armia, 10 Armia, 11 Armia, 12 Armia). Prowadził walki głównie przeciwko zgrupowaniom „białych” generała Piotr Krasnowa i generała Antona Denikina. W lipcu i sierpniu 1919 roku odparł ofensywę tego ostatniego na Moskwę spychając go nad Morze Czarne i Kaukaz (armie: 8, 9, 10, 10, 14). W styczniu 1920 roku po zablokowaniu Denikina front z dwoma armiami przerzucono na Ukrainę prawobrzeżną i przemianowano we Front Południowo-Zachodni.
Ponownie do walki wystawiony w celu zlikwidowania na Krymie „białej” Armii Rosyjskiej generała Wrangla (21.09.1920, operacja perekopsko-czongarska). Otrzymał jednostki Frontu Południowo-Zachodniego. Wojska „białych” rozbił siłami 4 i 6 armii wspartymi przez 1 Armię Konną. Na początku grudnia przemianowany w Dowództwo Wszystkich Wojsk na Ukrainie i dokończył likwidację jednostek generała Wrangla.

### Działania bojowe w latach 1940–1943
Po raz drugi Front Południowy sformowano latem 1940 roku w celu opanowania Besarabii odebranej Rumunii na podstawie Paktu Ribbentrop-Mołotow. Wystawiony na bazie dowództwa Kijowskiego Specjalnego Okręgu Wojskowego w składzie 5 i 12 Armii z Kijowskiego Specjalnego Okręgu Wojskowego oraz 9 Armii z Odeskiego Okręgu Wojskowego (27.06.1940). Po opanowaniu Besarabii front ponownie przekształcono w Kijowski Specjalny Okręg Wojskowy (10.07.1940).
Po raz trzeci Frontu Południowy utworzono decyzją Biura Politycznego z 21 czerwca 1941 roku. Zadaniem wojsk Frontu było osłanianie granic z Węgrami i Rumunią, a następnie uderzenie na Tulczę i Konstancę oraz miały „zająć północną Dobrudzę, wyjść na granicę z Bułgarią, odcinając Rumunię od morza”.
Dowództwo frontu sformowano na bazie dowództwa Moskiewskiego Okręgu Wojskowego.
Po sformowaniu w czerwcu 1941 rozwinął się na linii: Kamieniec Podolski, Soroki, Orgiejew, Komrat, Izmaił przeciw niemieckiej Grupie Armii „Południe” (3 i 4 Armia rumuńska, 11 Armia niemiecka). Toczył walki obronne i odwrotowe na Ukrainie, początkowo w rej. Krzywego Rogu potem Zaporoża. W ciężkich walkach zmuszony został do powolnego odwrotu przez wojska rumuńskie i 11 Armię niemiecką. Po zwycięstwie Grupy Armii „Środek” pod Humaniem, gdzie zniszczona została duża część wojsk sąsiedniego Frontu Południowo-Zachodniego (07/08.1941), jego wojska musiały wycofać się za Dniepr. Pozostawiono jednak silną załogę w Odessie, która broniła się jeszcze przez dwa miesiące. Po otrzymaniu posiłków (nowe 6 i 12 Armia) Front Południowy wytrzymał nad Dnieprem do początków września kiedy to wojska niemieckiej 11 Armii zdobyły przyczółki i przebiły się w rejon Krymu. Próby przeciwuderzeń na tyły tej armii w końcu września zakończyły się klęską, gdy z kolei na tyły Frontu uderzyła 1 Grupa Pancerna gen. Kleista (kocioł pod Melitopolem). Do 5 października 1941 większość wojsk Frontu – 9 i 18 Armia uległa likwidacji. Resztki Frontu Południowego wycofały się za rzekę Mius.
W ciągu października front został jednak odbudowany (9 Armia, 18 Armia, 12 Armia) mimo że trzeba było wycofać się jeszcze dalej na wschód. W listopadzie 1941 ustabilizował się na linii: Artiomowsk, Debalcewo, Rostów nad Donem. 20 listopada 1941 r. utracono Rostów nad Donem. W listopadzie – grudniu 1941 front przeprowadził operację zaczepną w rejonie Rostowa przeciw niemieckiej 1 Armii Pancernej. Gdy Niemcy wjeżdżali do Rostowa od 3 dni trwała już kontrofensywa Frontu Południowego. W pierwszej połowie listopada otrzymano dwie nowe armie (37 i 56), które uderzyły w północno-wschodnie skrzydło 1 Armii Pancernej. Natarcie było na tyle skuteczne, że do 2 grudnia Niemcy wycofali się za rzekę Mius. Ofensywę kontynuowano w styczniu 1942 wraz z Frontem Południowo-Zachodnim w ramach zaczepnej operacji barwienkowsko-łozowskiej, co doprowadziło do powstania przyczółka barwienkowsko-łozowskiego. Jednak dalsza próba wyzwolenia rejonu Donbasu zakończyła się niepowodzeniem (maj 1942), ze względu na niemiecką operację zaczepną. W lipcu 1942 Front Południowy (skład: 12, 18, 24, 37, 56 Armie, 4 Armia Lotnicza) zmuszony został do kolejnego odwrotu i wycofania za Don. Po pokonaniu wojsk Frontu Południowo-Zachodniego Niemcy maszerując wzdłuż Donu zagrozili tyłom frontu, który musiał wycofać się za tę rzekę. Kolejne uderzenie wojsk Grupy Armii „A” doprowadziło do jeszcze większego odwrotu, tym razem aż w dolinę rzeki Kubań. W nowych warunkach dowództwo sowieckie zdecydowało, że istnienie Frontu Południowego straciło sens. 28 lipca 1942 dowództwo frontu rozwiązano, a wojska przekazano Frontowi Północno-Kaukaskiemu.
Front w składzie czterech armii oraz armii lotniczej miał wykonać uderzenie na zachód w celu wyzwolenia Rostowa i zablokowania wojsk niemieckich na Kaukazie. W wyniku przeprowadzonej operacji (1.01.1943 – 18.02.43) uzyskano tylko częściowe powodzenie. Front wziął udział w końcowej części operacji stalingradzkiej (likwidacja katielnikowskiego zgrupowania niemieckiego), następnie w operacji na Salsk, Rostów nad Donem i w Zagłębiu Donieckim. Rostów wyzwolono (14 lutego) i odrzucono Niemców za rzekę Mius, ale nie udało się odciąć wojsk niemieckich na Kaukazie. Dalsze próby przełamania obrony niemieckiej zakończyły się niepowodzeniem. W lipcu – sierpniu posuwał się wzdłuż wybrzeża Morza Azowskiego prowadząc walki z 6 Armią niemiecką. Wraz z wojskami Frontu Południowo-Zachodniego wyzwolił Donbas (13.08.1943 – 22.09.1943). Pod koniec września wyszedł na linię Zaporoże, Melitopol. Następnie odrzucono przeciwnika spod Melitopola i odcięto wojska niemieckie na Krymie (29.09.1943 – 5.11.1943). 20.10.1943 przemianowany na 4 Front Ukraiński.

## Dowódcy Frontu
| Stopień                       | Imię i nazwisko      | Okres pełnienia służby          | Formowania    |
| ----------------------------- | -------------------- | ------------------------------- | ------------- |
| generał armii                 | Iwan Tiuleniew       | ok. 21. VI 1941 – 30 VIII 1941  | I formowanie  |
| generał porucznik             | Dmitrij Riabyszew    | 30 VIII 1941 – 5 X 1941         | I formowanie  |
| generał pułkownik             | Jakow Czeriewiczenko | 5 X 1941 – 24 (18?) XII 1941    | I formowanie  |
| generał porucznik             | Rodion Malinowski    | 24 (18?) XII 1941 – 28 VII 1942 | I formowanie  |
| generał pułkownik             | Andriej Jeriomienko  | 1 I 1943 – 2 II 1943            | II formowanie |
| gen. por./gen. płk            | Rodion Malinowski    | 2 II 1943 – 22 III 1943         | II formowanie |
| gen. por./gen. płk/gen. armii | Fiodor Tołbuchin     | 22 III 1943 – 20 X 1943         | II formowanie |

## Struktura organizacyjna

### Skład frontu w latach 1918-1920[1]
- 8 Armia
- 9 Armia
- 10 Armia
- 11 Armia
- 12 Armia

### Skład frontu (1.07.1941)
- 9 Armia
- 18 Armia
- 9 Samodzielny Korpus Strzelecki,
- 3 Korpus Powietrznodesantowy
- 116 i 189 Dywizje Strzeleckie
- 81, 83, 84 i 86 rejony umocnione
- 137, 515 i 527 Pułki artylerii haubic wielkiej mocy
- 245 samodzielny dywizjon artylerii wielkiej mocy
- 15 brygada obrony przeciwlotniczej (ПВО)
- Zaporoski, Kiszyniowski, Mohylewsko-podolski i Pierwomajski brygadowy rejon obrony przeciwlotniczej (бригадный район ПВО)
- 391 i 504 samodzielny dywizjon artylerii przeciwlotniczej
- 317 lotniczy pułk rozpoznawczy
- 19 pułk pontonowo-mostowy
- Flotylla Dunajska[4] .

Front liczył łącznie 21 dywizji (w tym 4 pancerne, 2 zmotoryzowane i 3 dywizje kawalerii).

### Skład frontu (1943)
Utworzony 1 stycznia 1943 w wyniku przemianowania Frontu Stalingradzkiego w składzie:
- 2 Armia Gwardii
- 5 Armia Uderzeniowa
- 28 Armia
- 44 Armia
- 51 Armia
- 8 Armia Lotnicza[5].

- 85 Brygada Pancerna
- 10, 23 i 27 samodzielne zmotoryzowane bataliony narciarzy (аэросанные)
- 1105 pułk artylerii
- 101 gwardyjski pułk artylerii przeciwpancernej
- 383 pułk artylerii przeciwpancernej
- 487 samodzielny pułk moździerzy
- 488 i 489 pułk moździerzy
- 18 samodzielna brygada moździerzy gwardyjskich (BM-13)
- 4, 18, 19, 89, 91 i 92 pułk moździerzy gwardyjskich (BM-13)
- 223 i 622 pułki artylerii przeciwlotniczej
- 1 i 2 brygada pontonowo-mostowa
- 7 i 9 brygada sapersko-minowa
- 43 inżynieryjna brygada specjalnego przeznaczenia
- 63 brygada inżynieryjno-saperska
- 1 pułk pontonowo-mostowy
- 17 gwardyjski batalion minerów
- 119 i 240 samodzielne bataliony inżynieryjne
- 1504 samodzielny batalion saperów[4] .